# 克拉夫佐韋
49°45′22″N 36°6′27″E / 49.75611°N 36.10750°E
克拉夫佐韋（烏克蘭語：Кравцове）是位於烏克蘭東部的村莊，由哈爾科夫州丘胡伊夫区的茲米伊夫市鎮負責管轄。該村始建於1700年，面積0.06平方公里，海拔高度97米，2001年人口71，人口密度每平方公里1,203.4人。